# Japońskie dzwony, dzwonki i gongi
Kane (jap. 鐘, 鉦 kane) – słowo w języku japońskim oznaczające ogólnie dzwony i gongi. 

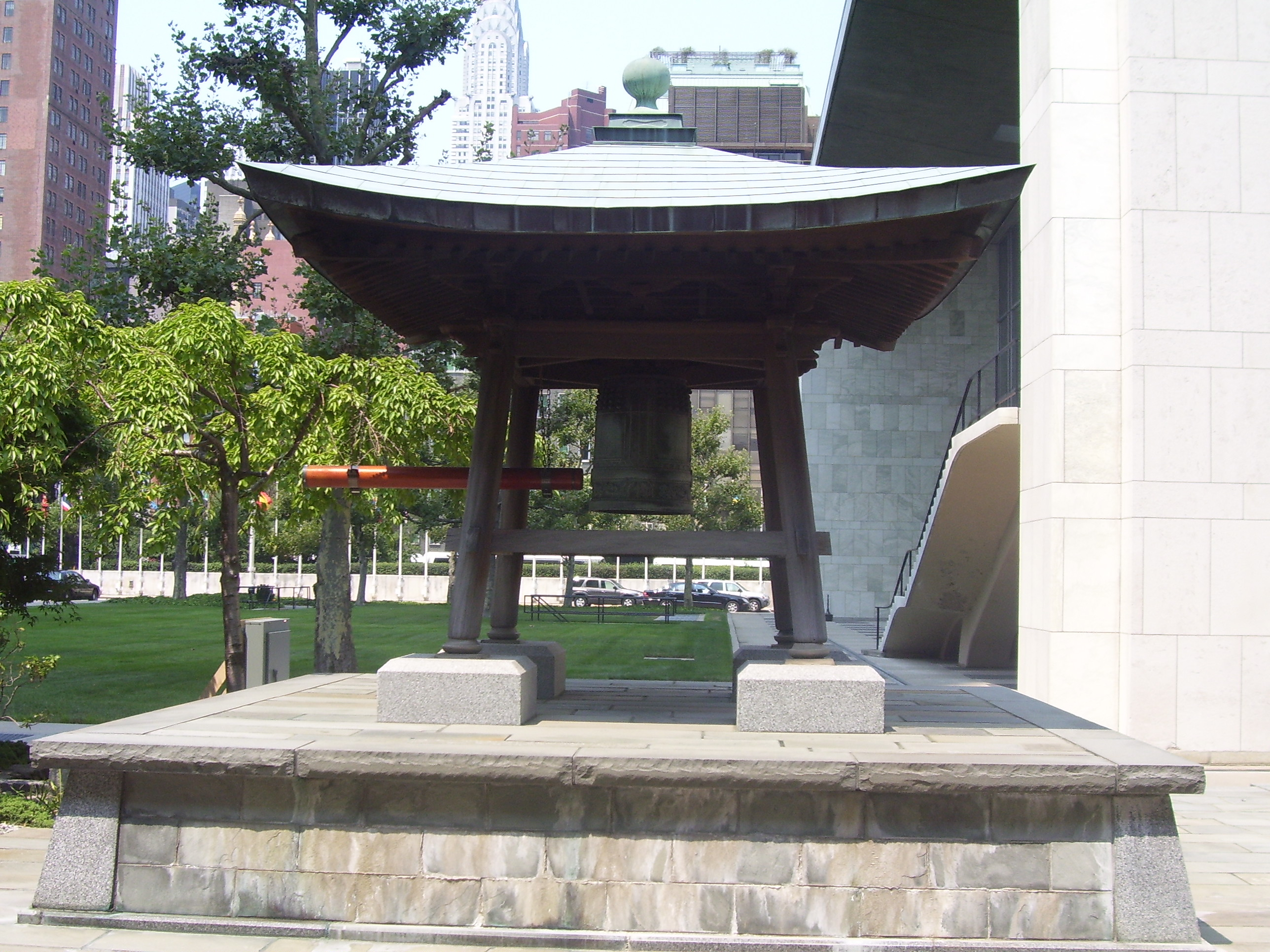
Japoński dzwon pokoju w siedzibie ONZ w Nowym Jorku

Dźwięk dzwonu jest wydobywany poprzez uderzanie drewnianą belką (shumoku) od strony zewnętrznej, a gongu drewnianym młoteczkiem (kizuchi).

## Dzwonybonshō
Bonshō to duże, wiszące dzwony używane we wschodnioazjatyckich świątyniach buddyjskich. Ciężki, głęboki dźwięk jest wydobywany uderzeniami drewnianą belką od zewnątrz. Jest uważany za wyraz dobroczynnej mocy Buddy, wnoszący do ludzkich serc uczucie spokoju, ale zawsze łączony z buddyjską koncepcją nietrwałości. Wyróżnia się dzwon w stylu japońskim o nazwie washō.
Produkcja dzwonów świątynnych w Japonii sięga okresu Asuka (538–710), kiedy buddyzm dotarł do Japonii. Ich produkcja osiągnęła szczyt w okresie Edo (1603–1868). Dzwony nabrały wówczas kształtu i niepowtarzalnego tonu, jaki posiadają do dziś. Mają one charakterystyczny rezonans niskiej częstotliwości. Współgra to z estetyką zen wabi-sabi (zmysł estetyczny w sztuce japońskiej skoncentrowany na akceptacji przemijania i niedoskonałości) w dużej części japońskiej kultury.

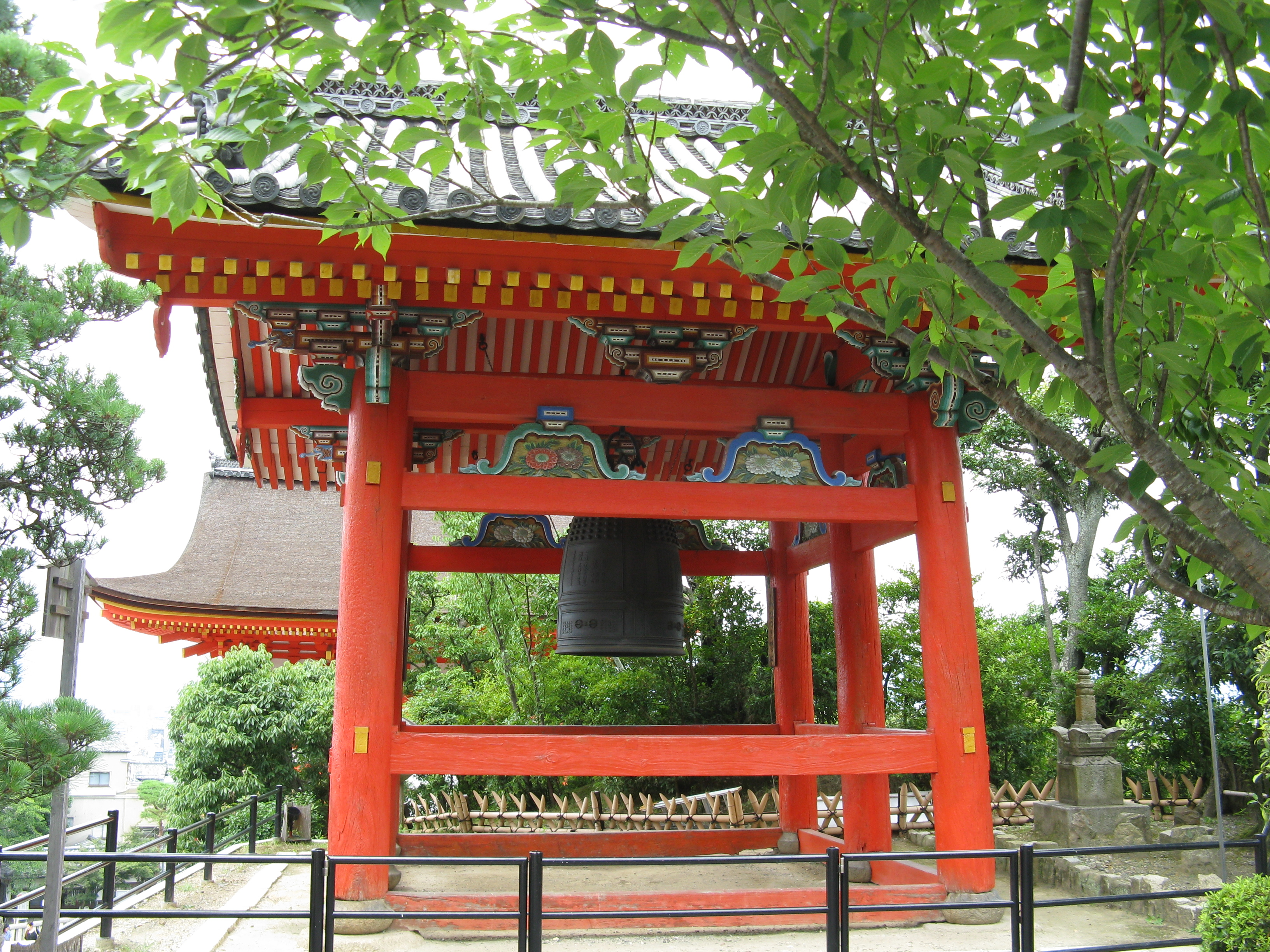
Bonshō w dzwonnicy przy świątyni Kiyomizu-dera, Kioto
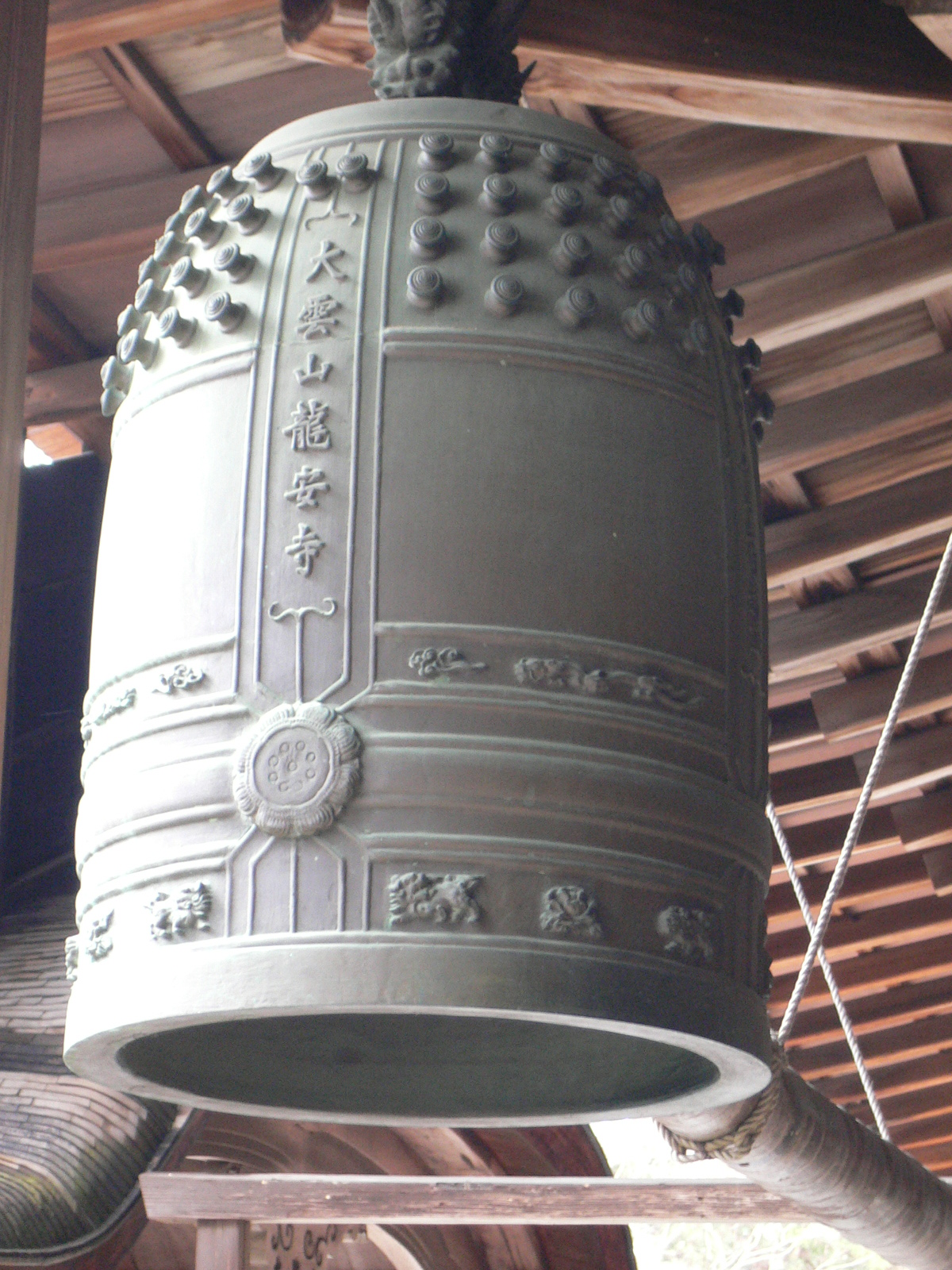
Washō, Ryōan-ji, Kioto
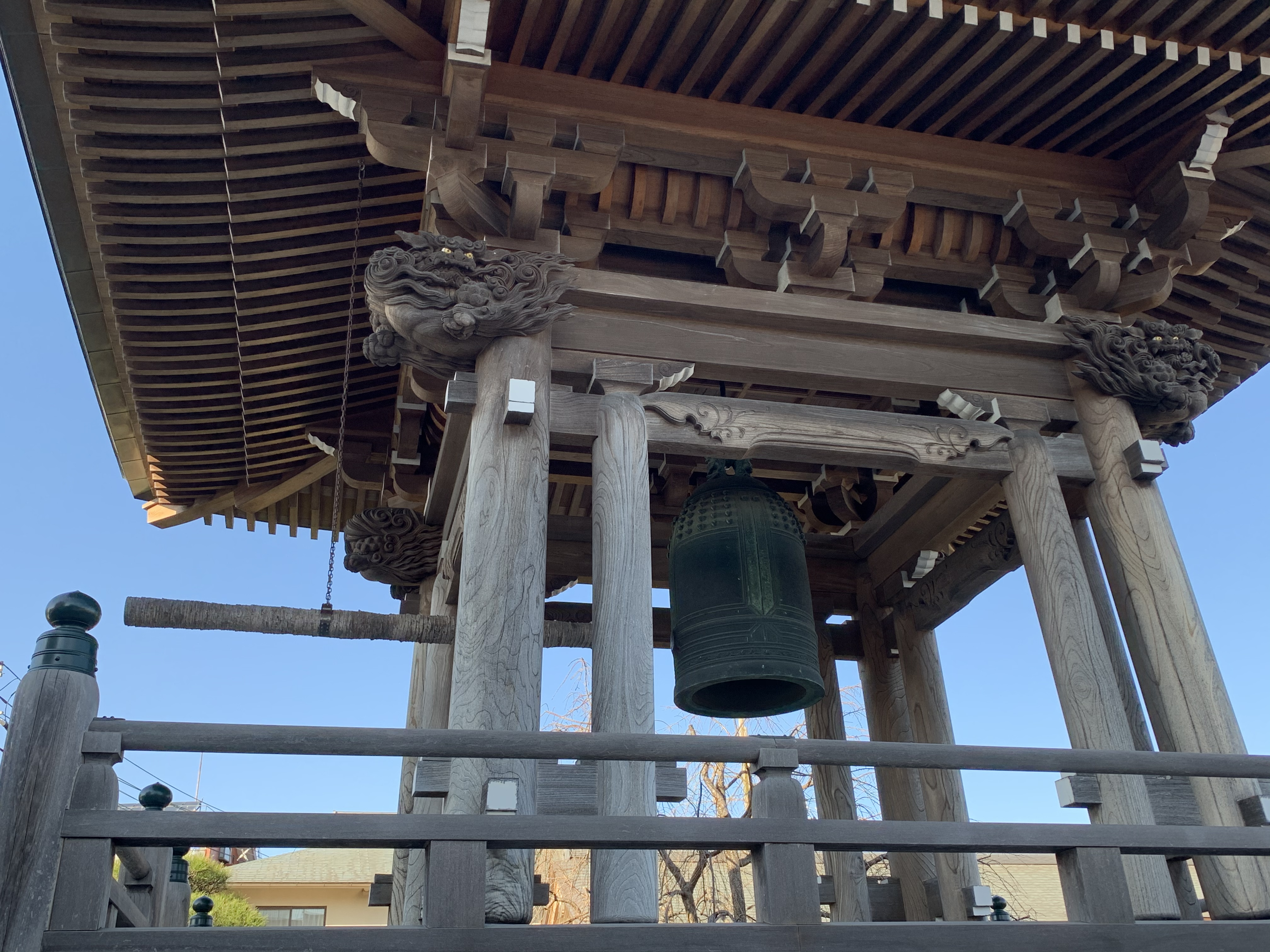
Bonshō w świątyni Kannō-ji, w dzielnicy Edogawa, Tokio
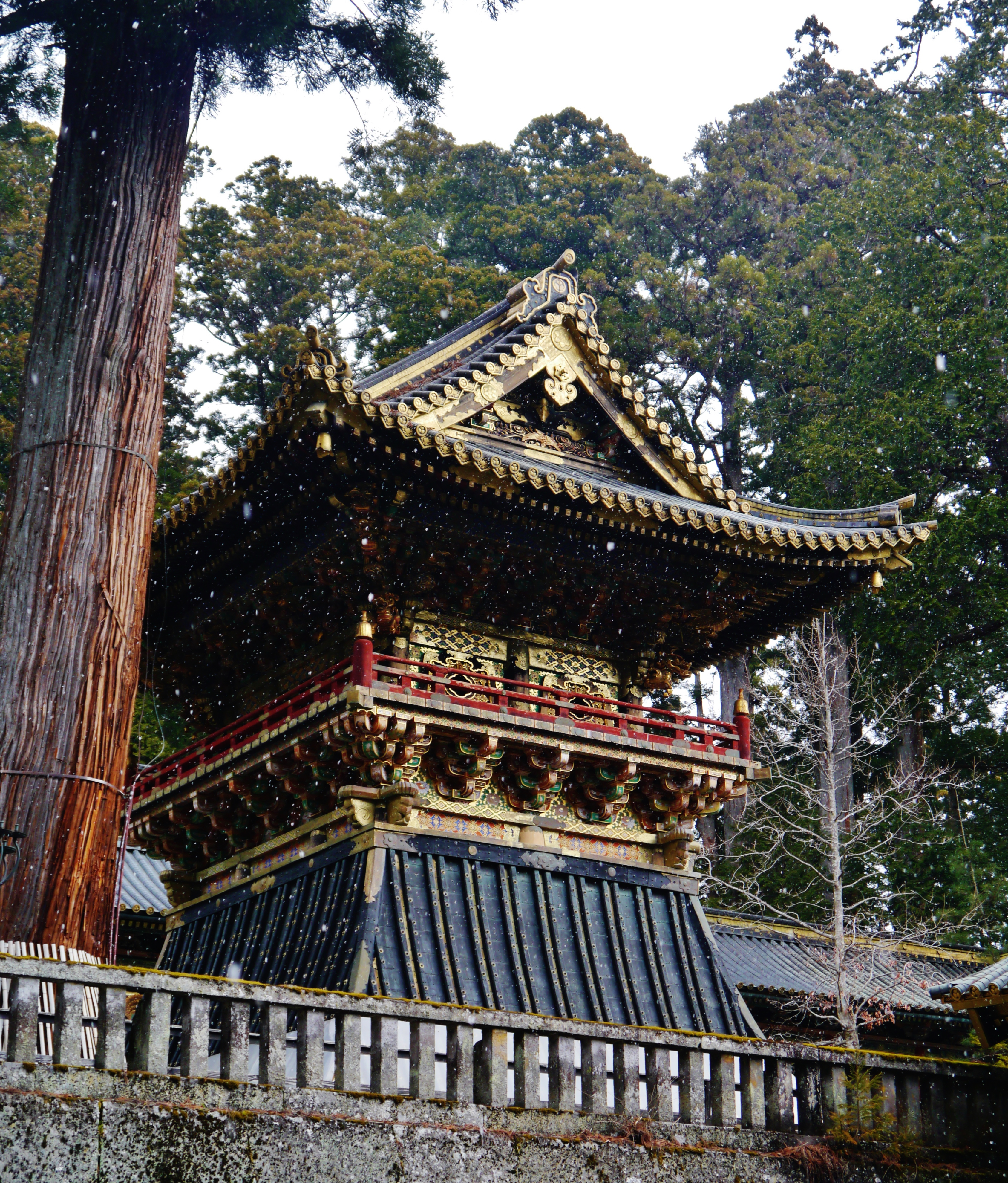
Dzwonnica (shōrō) w chramie-mauzoleum Nikkō Tōshō-gū

### Joya-no-kane
W noworoczną noc w świątyniach w całym kraju rozlega się coroczne bicie dzwonów bonshō – joya-no-kane („dzwon nocnego czuwania, kończący stary rok”). Zgodnie ze starożytnym zwyczajem, w dniu 31 grudnia dzwon bije 107 razy i jeszcze jeden raz w momencie,  kiedy zegar wybija północ, a więc łącznie 108 razy. Według nauk buddyjskich, liczba ta reprezentuje 108 ziemskich pragnień, których człowiek doświadcza przez całe życie. Kiedy wreszcie dzwon uderzy po raz 108., uważa się, że następuje oczyszczenie z problemów i zmartwień z poprzedniego roku.

## Gongi

### Gongikane

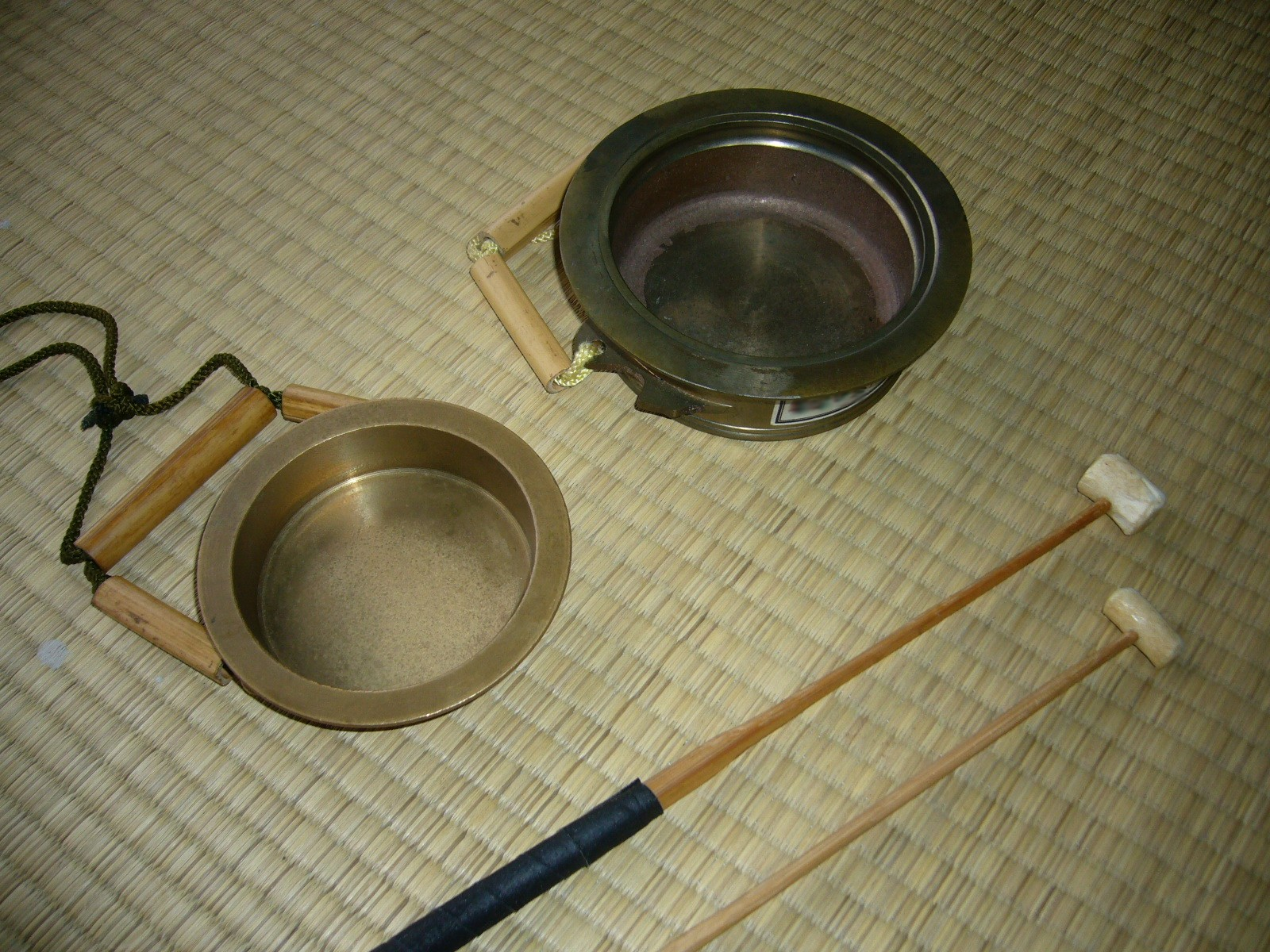
Gongi (kane) i młoteczki (kizuchi)
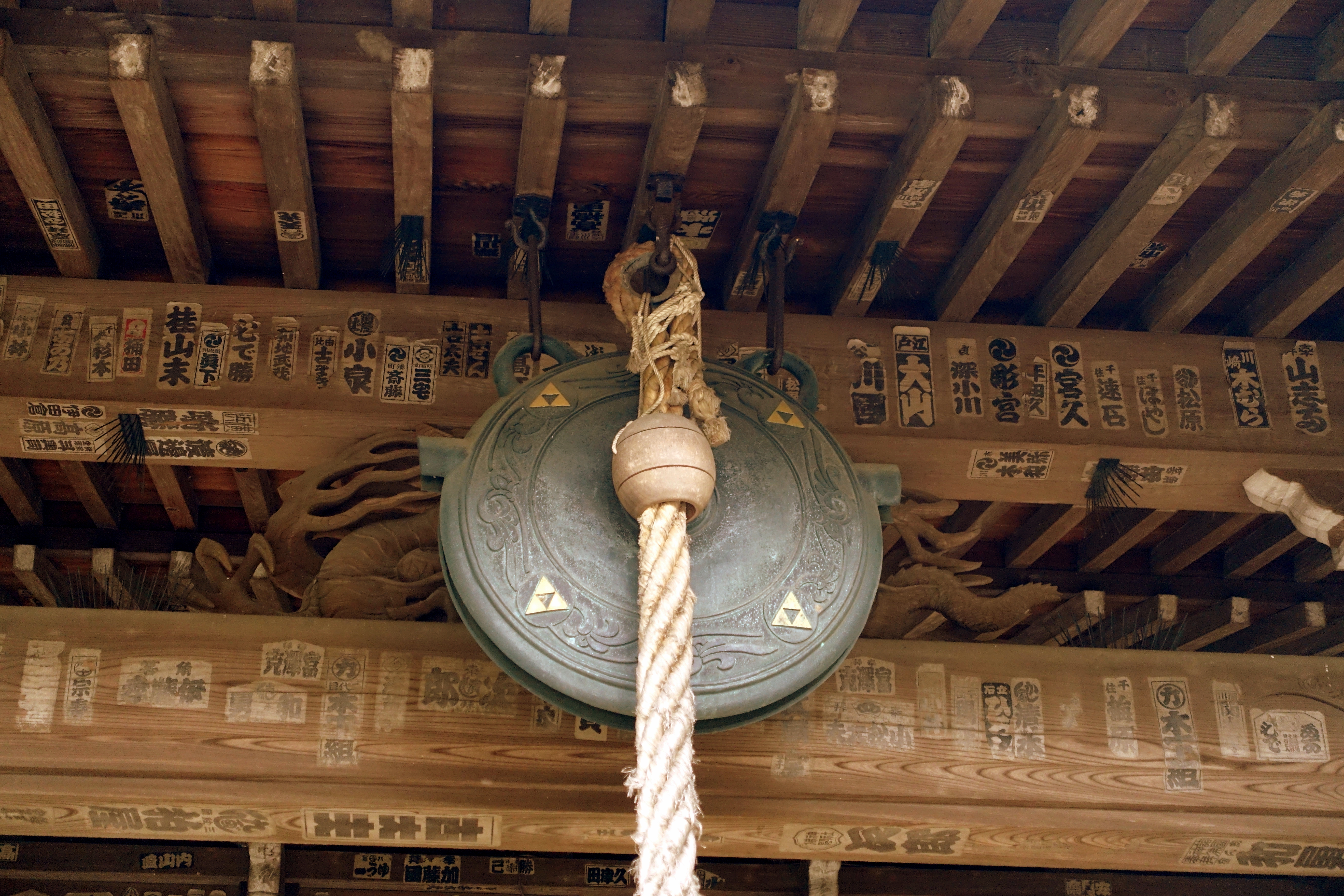
Waniguchi, gong w świątyni Hōkai-ji, Kamakura

### Gongishōko
Gongi shōko (lub shōgo) używane są m.in. w muzyce dworu cesarskiego gagaku oraz w trakcie modłów kapłanów do Buddy Amidy. Uderza się je dwoma drewnianymi pałeczkami z okrągłymi główkami, które po uderzeniu spoczywają na gongu, po czym przesuwają się cicho w dół. Jeden z typów były używany w wojsku do sygnalizacji.

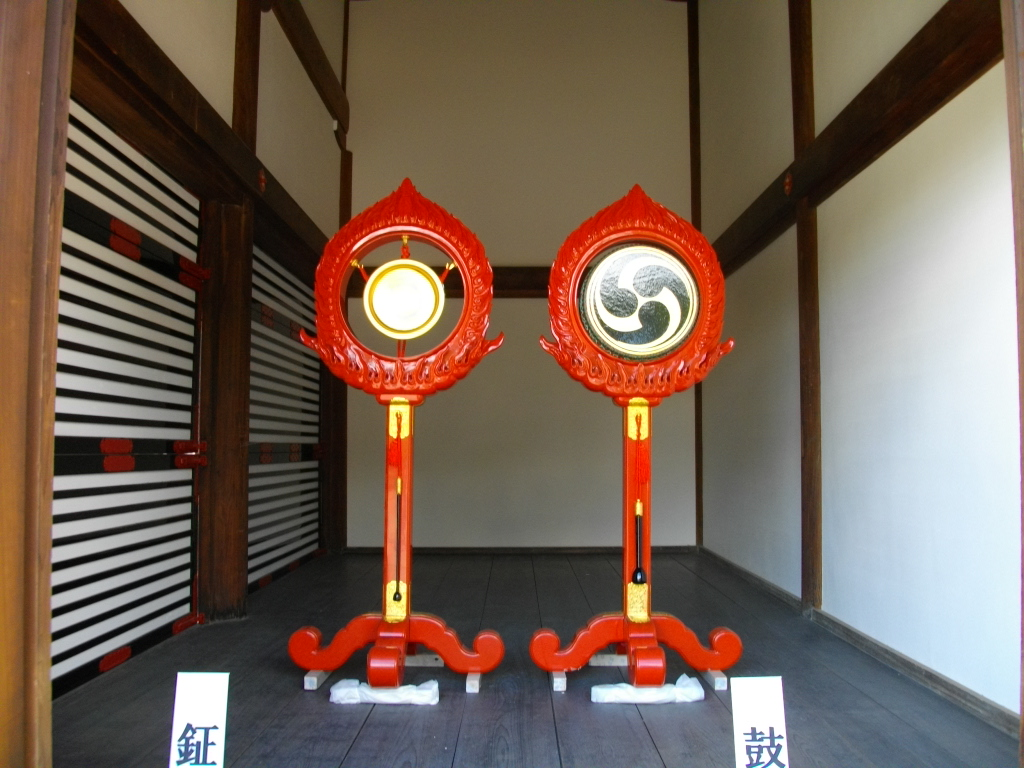
Shōko

- Shōko[4]

### Drewniany gong w kształcie rybygyoban
Gyoban (także: gyoku, mokugyo, dosł. drewniana ryba) to duży, drewniany gong w kształcie ryby. Uderzany podczas śpiewania sutr dostosowuje rytm. Ma też znaczenie walki z bezsennością, gdyż niegdyś wierzono, iż ryba nie zamyka oczu, gdy śpi. Służy jako sygnał do rozpoczynania i kończenia rytuałów, sesji medytacyjnych i posiłków. Gong jest używany w buddyzmie: zen, tendai, jōdo. Ryba trzyma w pysku perłę, która symbolizuje ludzkie pragnienia i ziemskie pokusy. Gdy jest „bita”, są one umownie razem z nią wyrzucane.

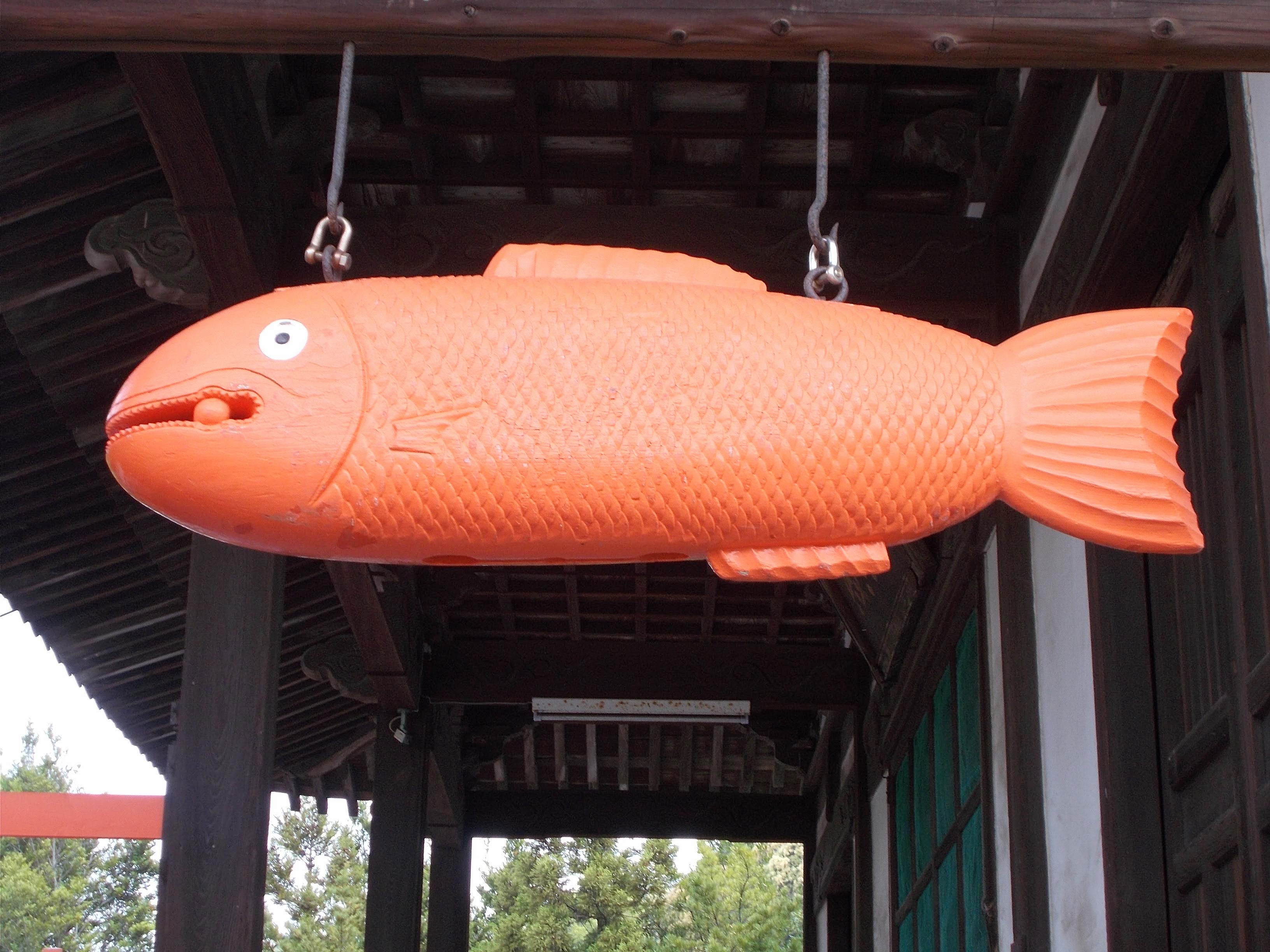
Fukujū-ji, Kitakyūshū
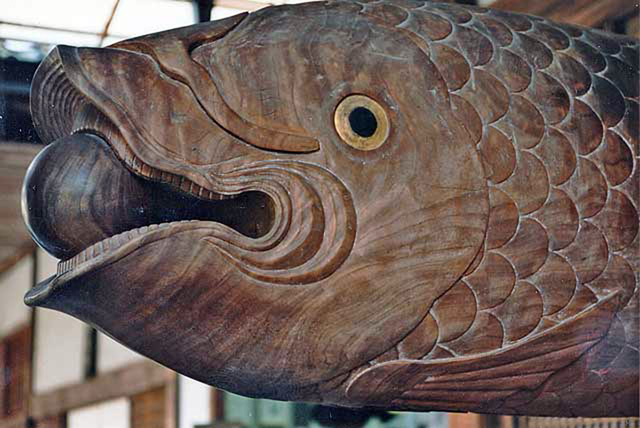
Manpuku-ji, Uji
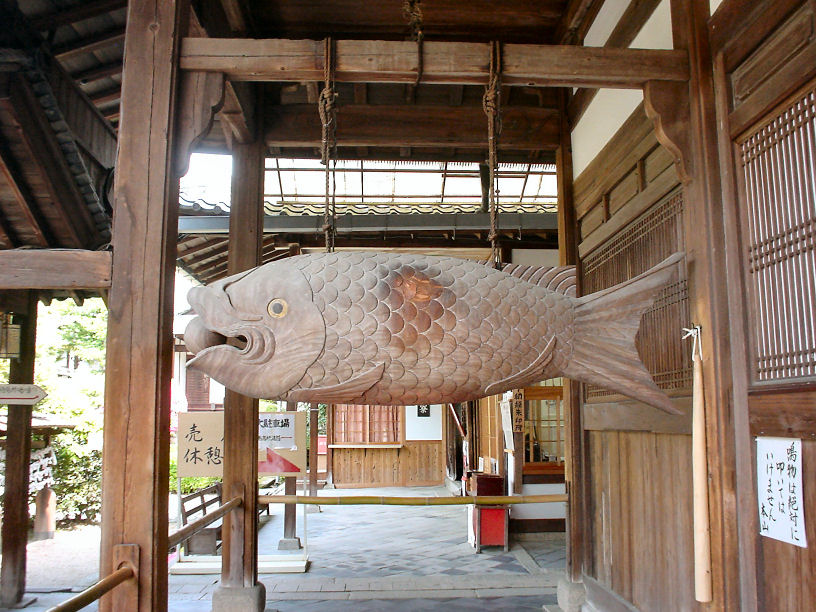
Manpuku-ji, Uji

### Śpiewające misyrin,rei
Japońskie „śpiewające misy” (czasem nazywane „odwróconymi dzwonami”) są toczone i obrabiane z gładkiego, polerowanego mosiądzu. Ich czysty melodyjny dźwięk służy otwieraniu i zamykaniu medytacji lub do wywołania poczucia spokoju i relaksu. Są ustawiane na jedwabnej poduszce, co umożliwia uzyskanie czystości dźwięku. Można w nie uderzać specjalną pałeczką zwaną kizuchi (malet), aby uzyskać czysty melodyjny dźwięk lub przesuwać pałeczkę wokół zewnętrznej krawędzi, wywołując efekt echa. Na zdjęciu poniżej, pierwszym od lewej, zestaw: od góry rinbō (pałeczka), rin (misa), rin-futon (poduszka), rindai (podstawka, okrągła), rinbō-dai (podstawa).

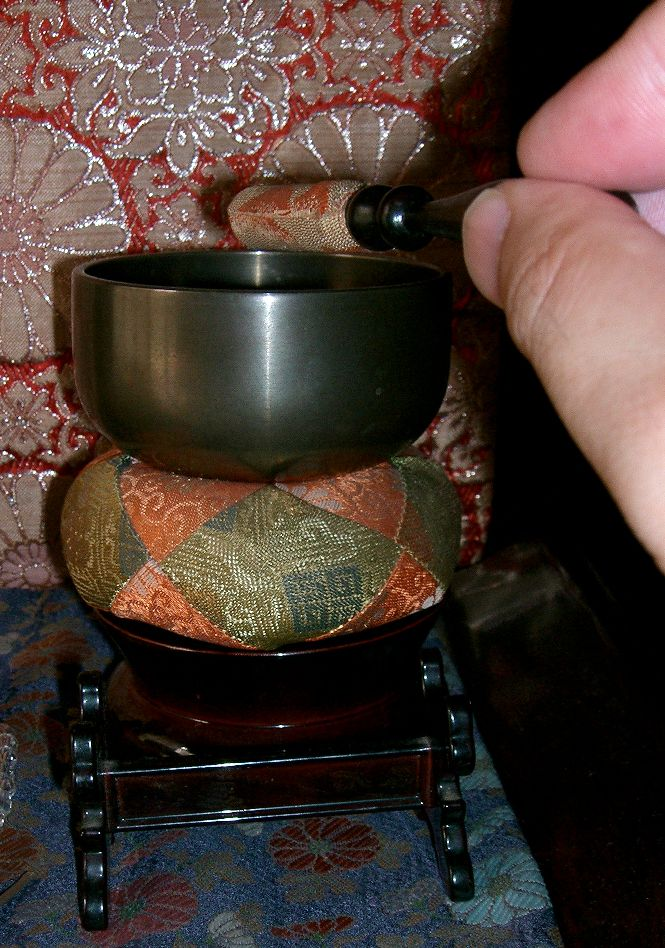
„Śpiewająca misa”
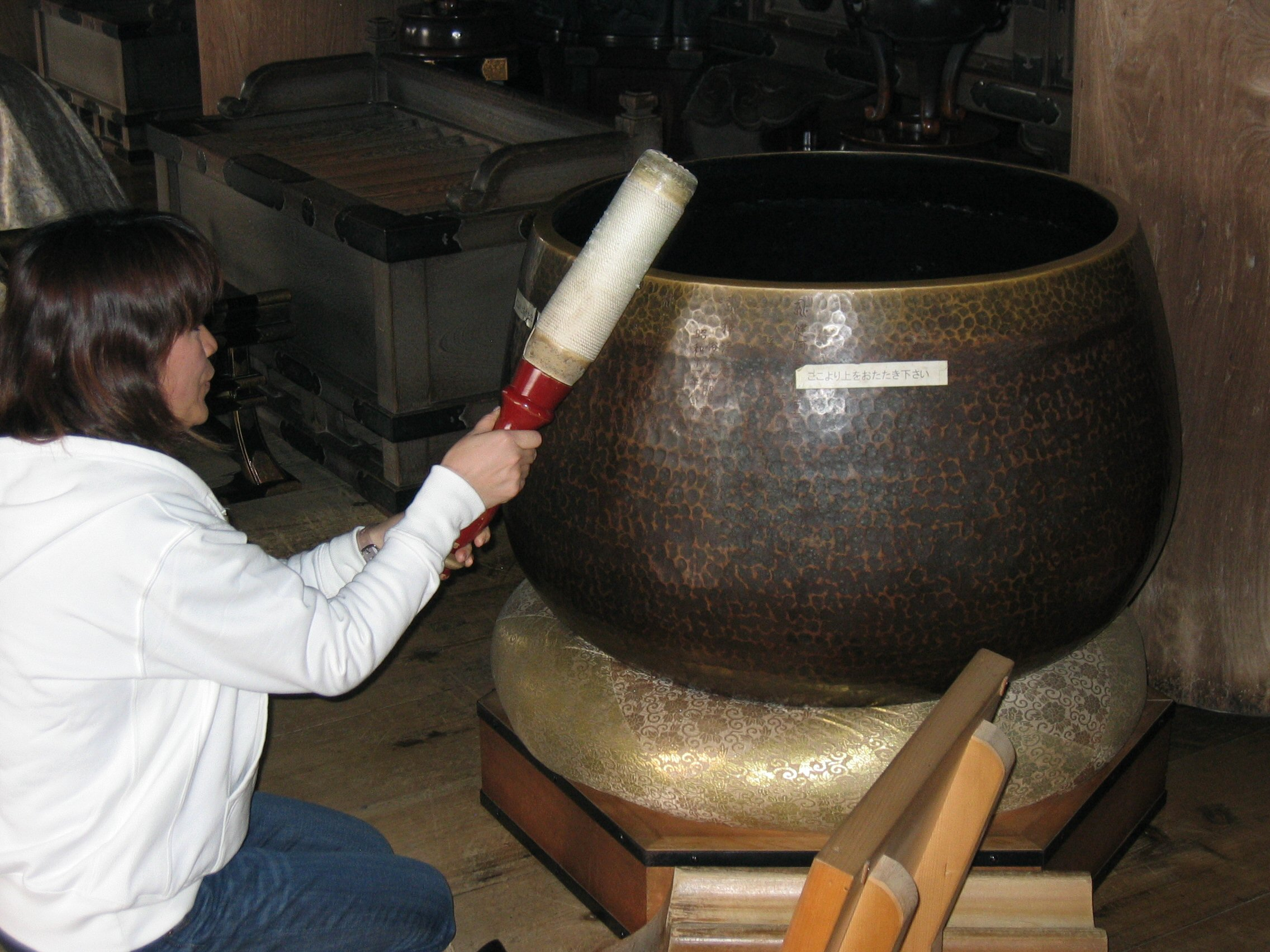
Rin gong w Kiyomizu-dera, Kioto
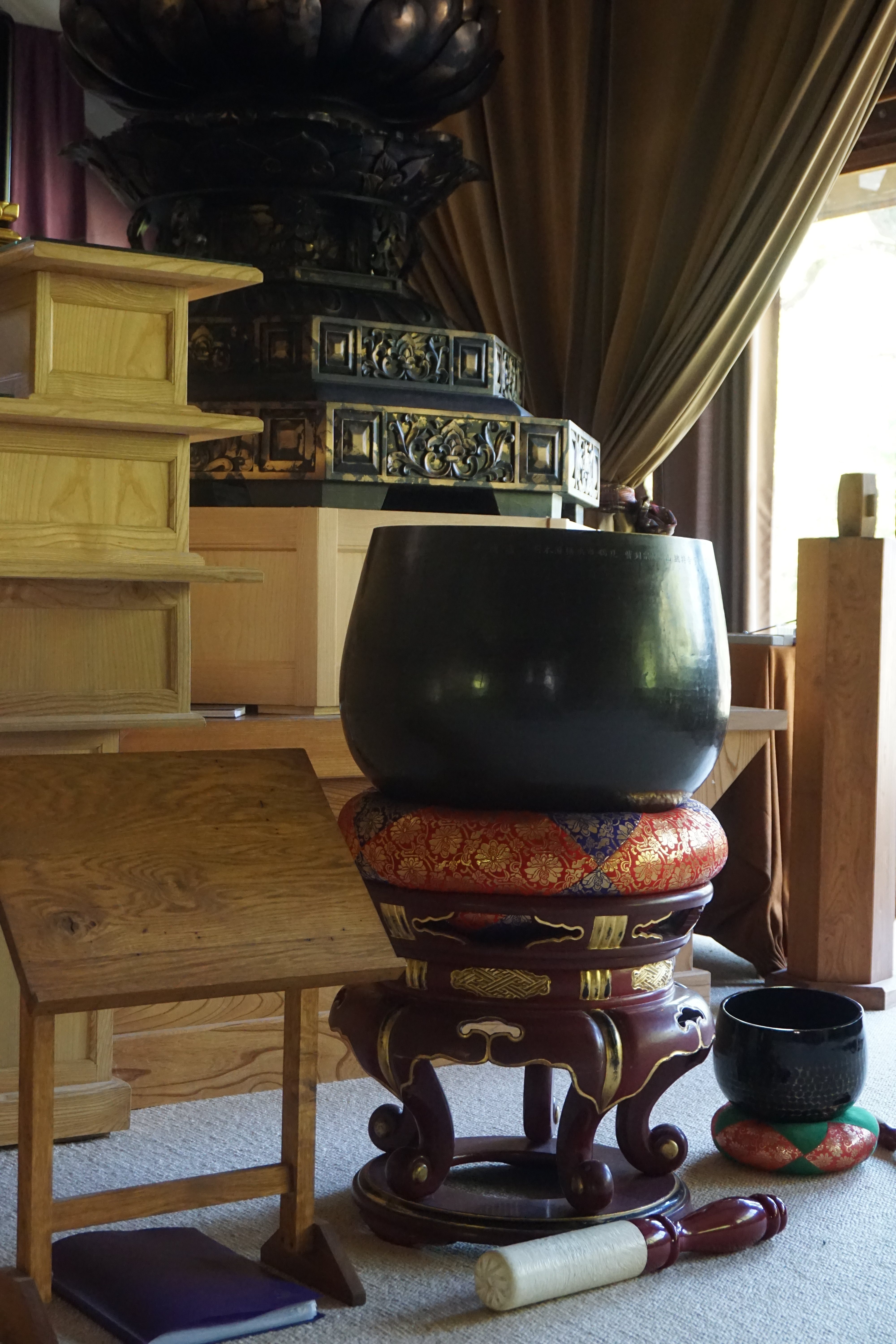
Misa w świątyni zen, Francja
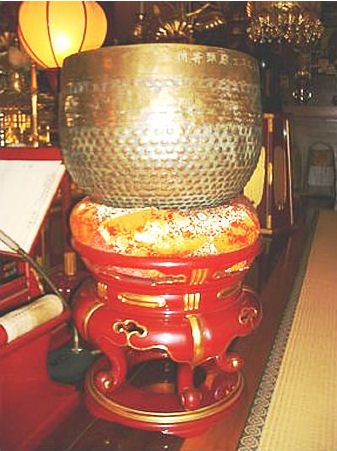
Keisu w Ichijō-in, prefektura Nagasaki

## Dzwonki wietrznefūrin
Pierwotnie dzwonki wietrzne były używane jako narzędzie wróżenia w starożytnych Chinach. Zawieszano je na łodygach bambusa, a następnie interpretowano ich dźwięki na wietrze. Wierzono na przykład, że silny wiatr zapowiada rozprzestrzenienie się epidemii lub jakiegoś nieszczęścia.
W okresie Heian (794–1185) dzwonki wietrzne rozpowszechniły się wśród japońskich klas wyższych. Zazwyczaj wieszano je na werandzie (engawa), aby odpędzały złe duchy. Duże dzwony z brązu, zwane fūtaku, zawieszano także w świątyniach (pod okapem czterech narożników głównego pawilonu lub pagody).
Dzwonki fūrin powstały jako prostsze i mniejsze wersje fūtaku. Niegdyś zawieszano je latem jako zabezpieczenie przed epidemiami rozprzestrzeniającymi się m.in. z powodu wysokich temperatur i wilgotności. Dzięki wprowadzeniu w XVIII wieku holenderskiej (rangaku) techniki szklarskiej dzwonki z brązu zostały zastąpione szklanymi, ceramicznymi i innymi. 
Obecnie dzwonki wietrzne są wywieszane w upalne letnie dni, aby swoim łagodnym dźwiękiem tworzyły poczucie świeżego chłodu. 

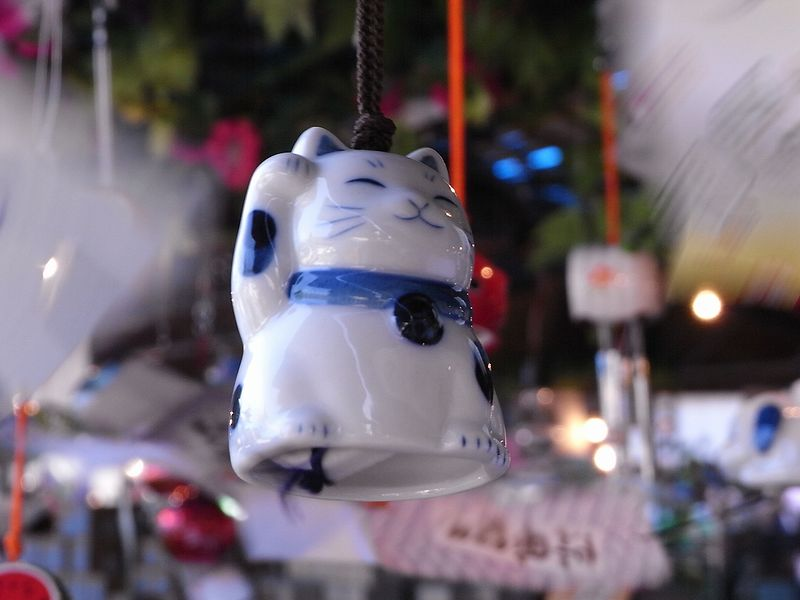
Fūrin z ceramiki
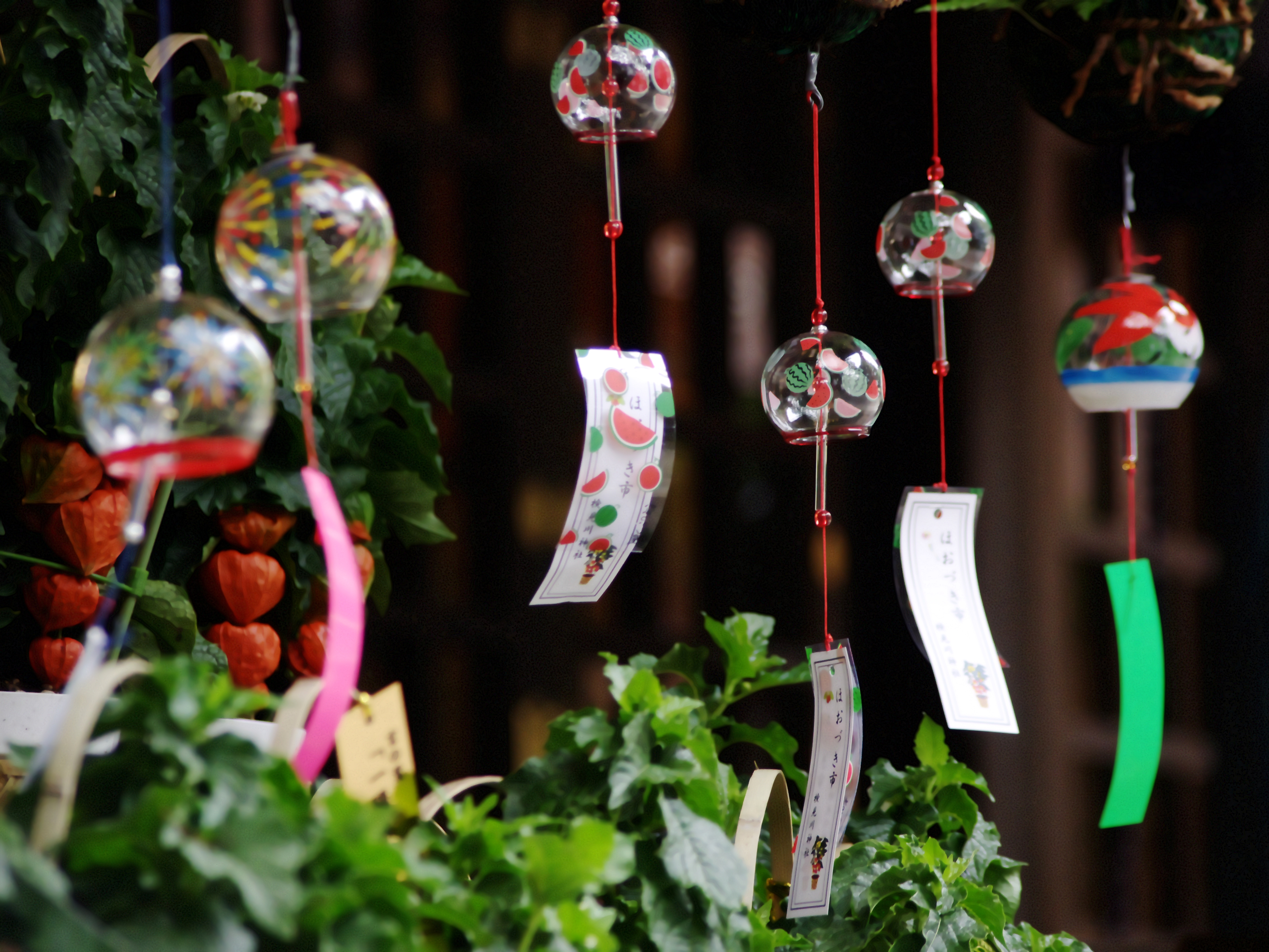
Szklane fūrin
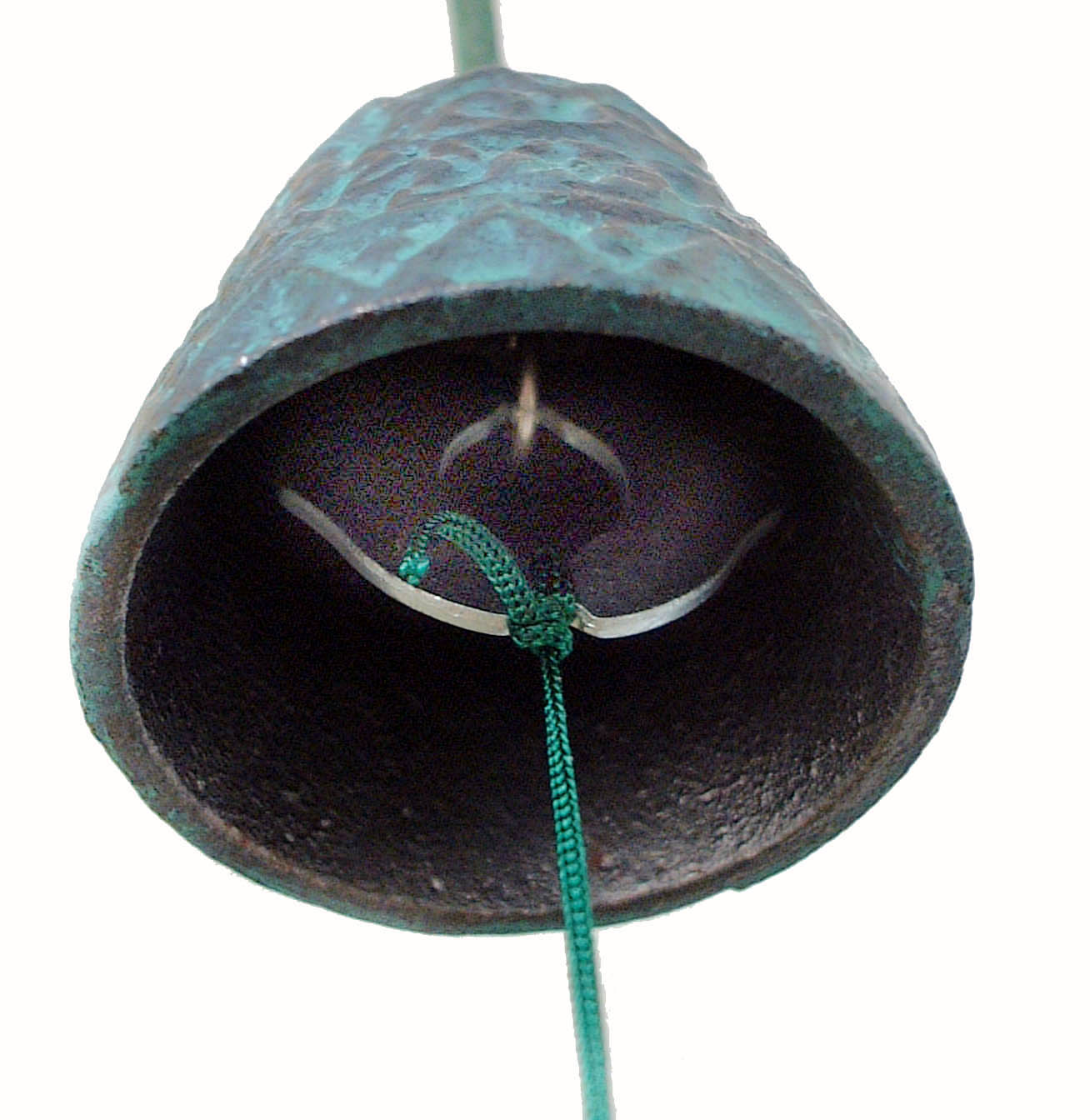
Dzwonek z metalu
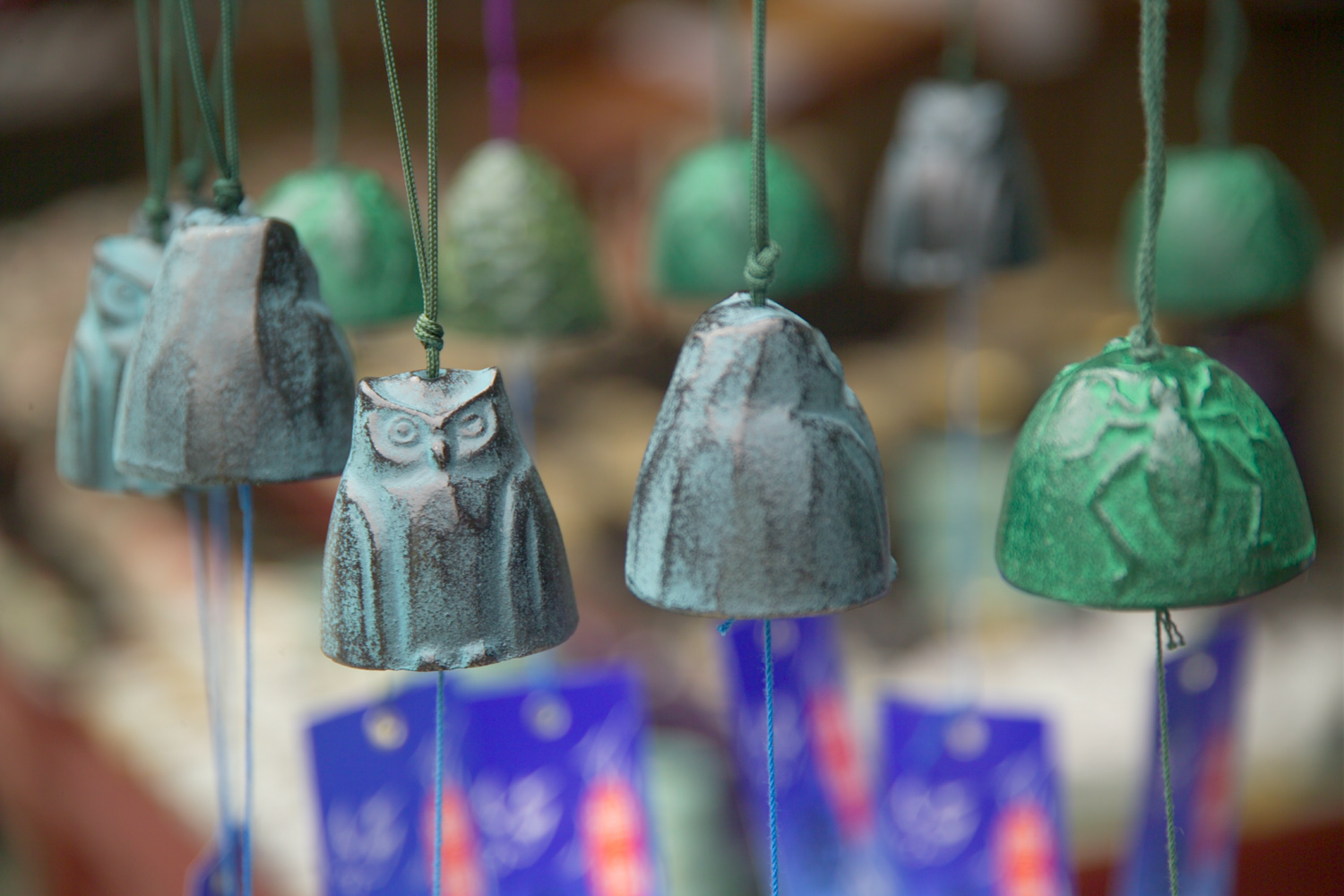
Metalowe fūrin
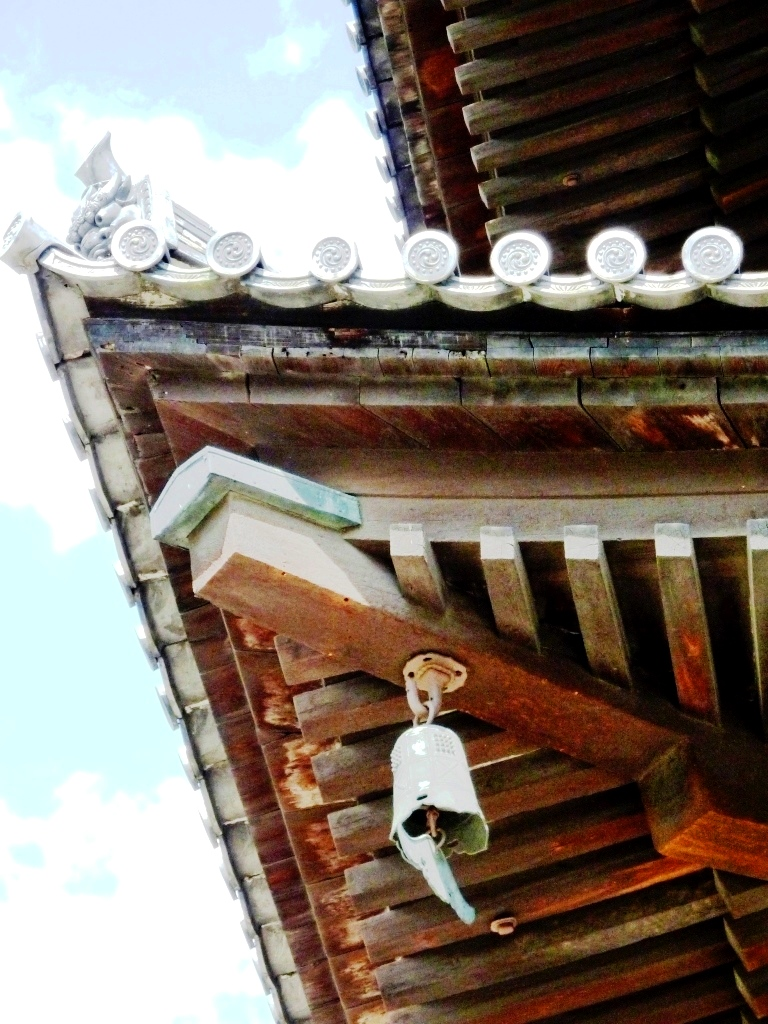
Fūtaku, Banna-ji, Ashikaga

### Haru-ichiban
Haru-ichiban („wiosna numer jeden”) to nazwa silnego, południowego wiatru zwiastującego nadejście wiosny, „zapraszającego” wiosnę. Wieje w okresie od pierwszego dnia wiosny do przesilenia wiosennego. Pojawienie się tego wiatru oznajmiają dzwonki fūrin przyśpieszonym, natarczywym dzwonieniem.

## Dzwonkisuzu
Dzwonki suzu są wykorzystywane do sakralnej muzyki i tańca kapłanek miko w trakcie starożytnej formy przedstawień o nazwie kagura wywodzących się z rytuałów shintō. Jest to część obrzędów towarzyszących składaniu ofiar dla kami.
W 1940 roku zdecydowano, że z okazji 2600. rocznicy władzy cesarskiej powinna powstać nowa forma kagura stworzona na specjalne festiwale organizowane z tej okazji. Tak powstał urayasu-no-mai, taniec wykonywany przez kapłanki solo, w parach lub w czterech osobach. Składa się z dwóch części: pierwsza, ōgi-no-mai, ze składanym wachlarzem, druga, suzu-no-mai, z dzwonkami.

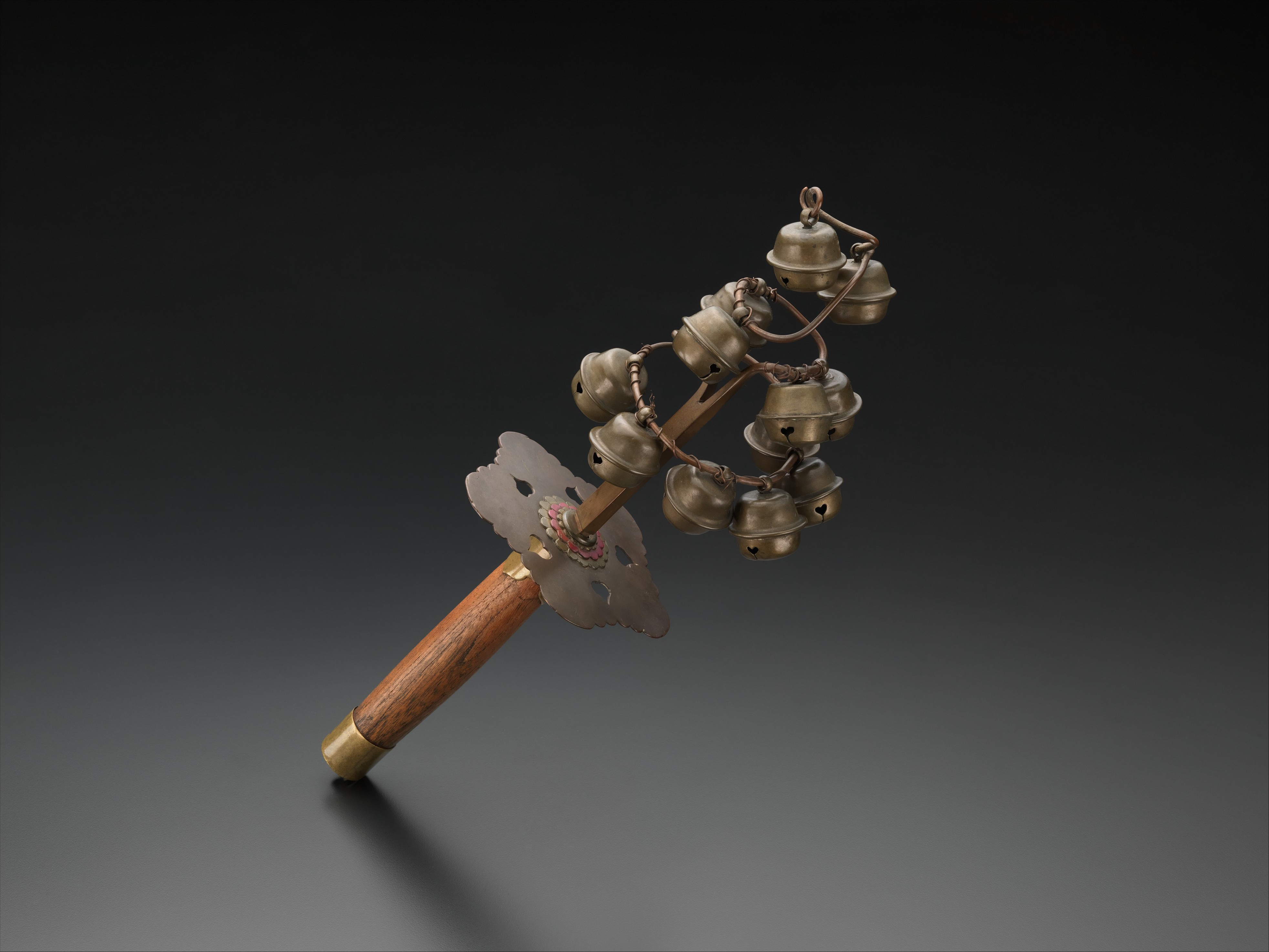
Suzu
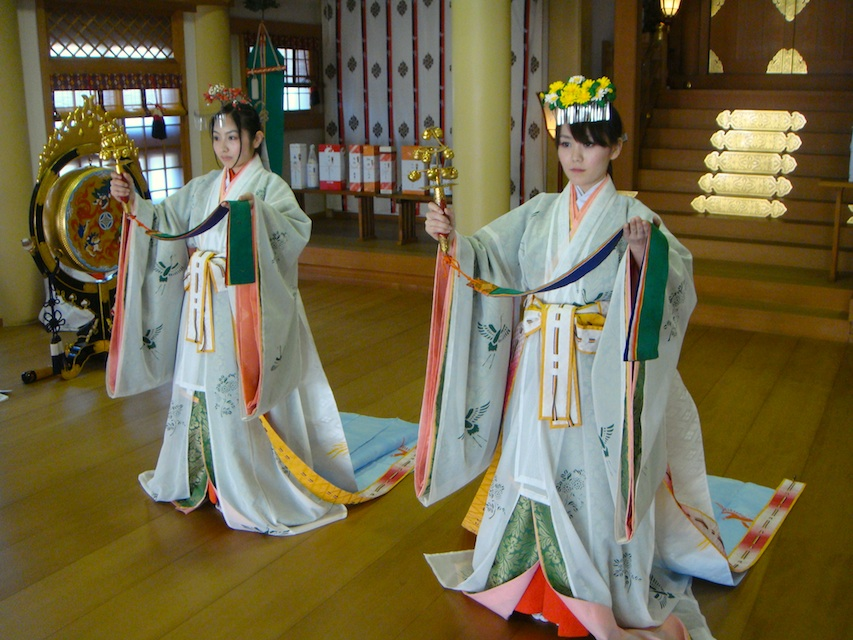
Urayasu-no-mai, taniec kagura
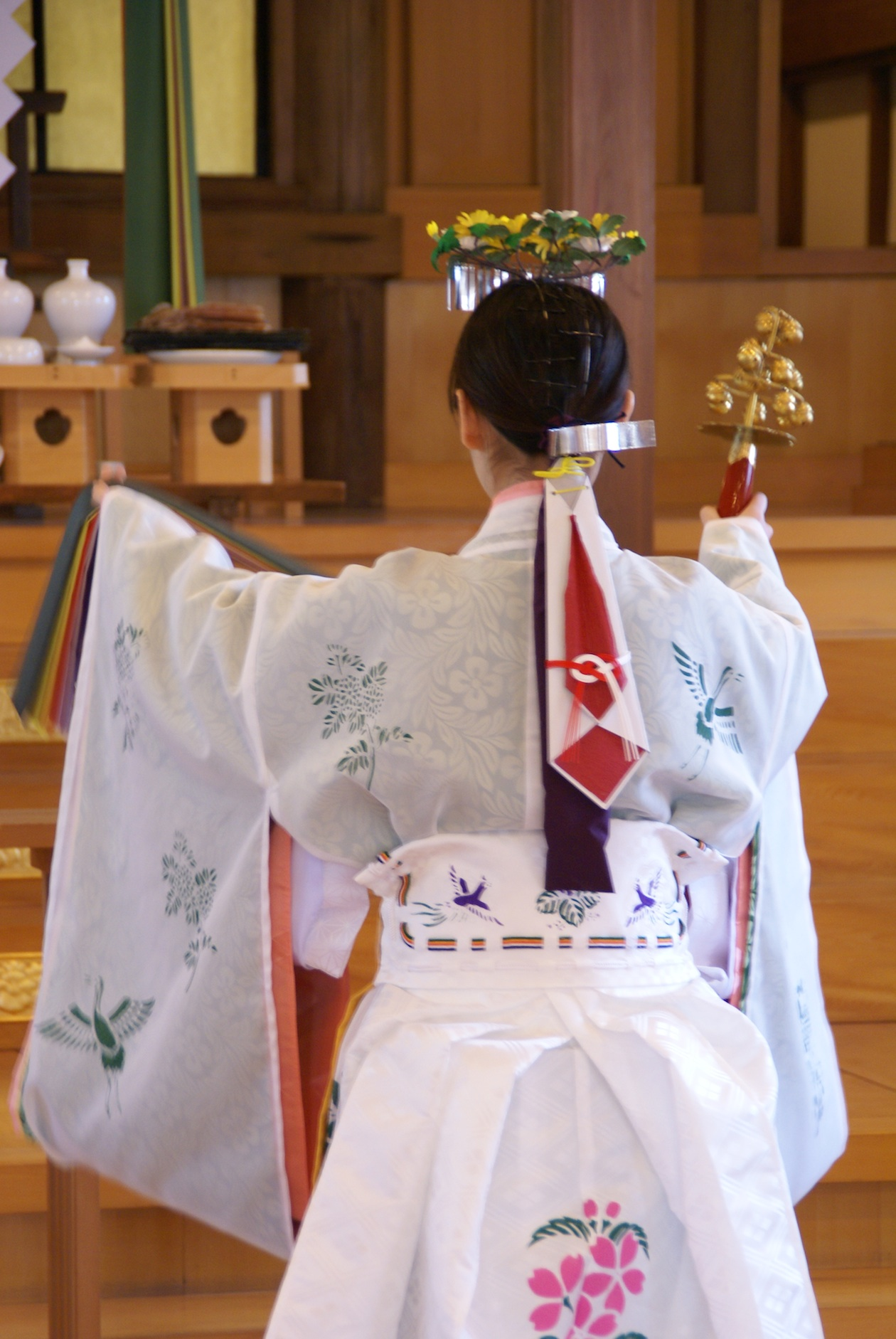
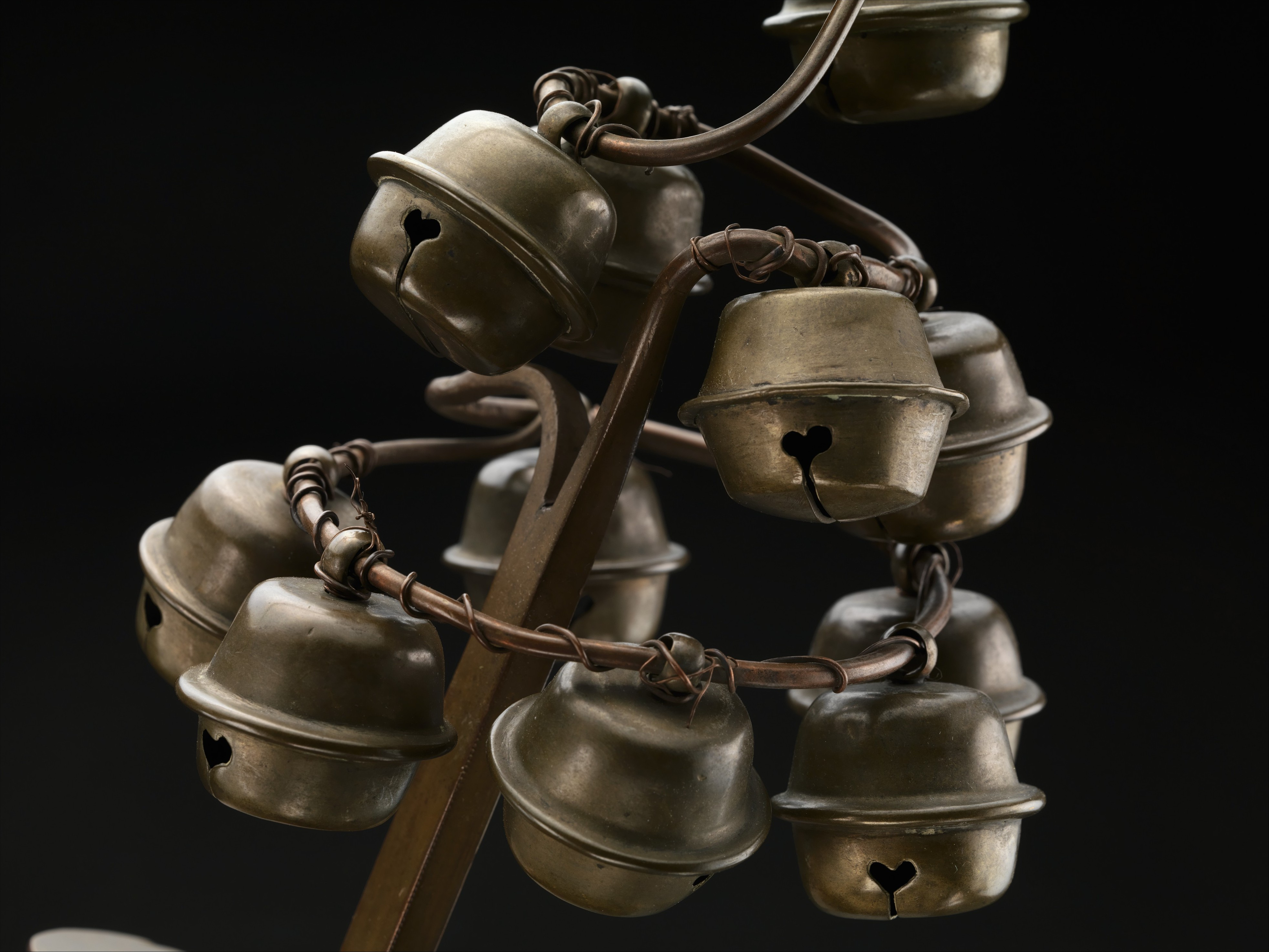
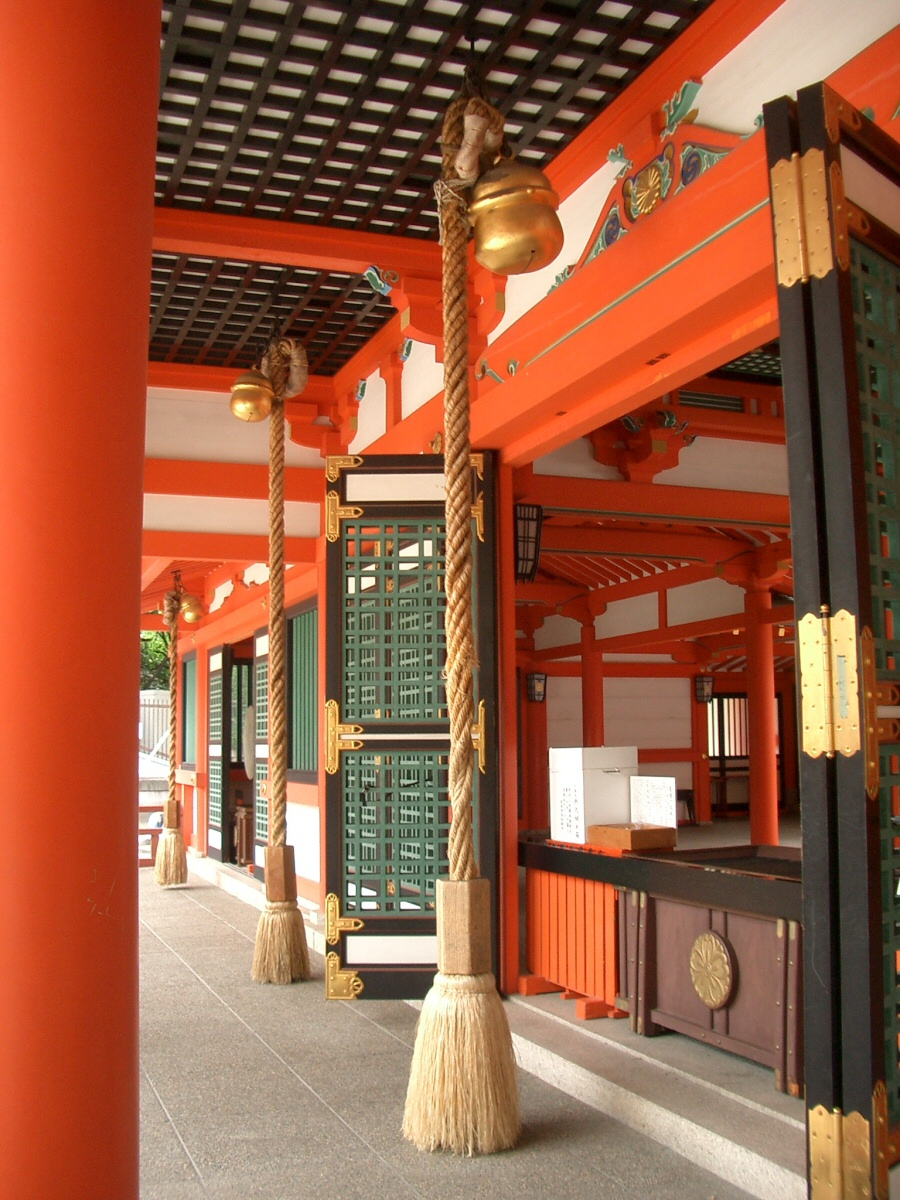
Suzu pod okapem chramu

## Dzwonki ceramicznedorei
Ceramiczne dzwonki o charakterze zabawki, pamiątki, amuletu o rozmaitych kształtach (np. zwierząt chińskiego zodiaku) z umieszczonymi wewnątrz kulkami również z ceramiki i szczeliną, przez którą dochodzi ich dźwięk.
Dzwonki tego rodzaju znaleziono w trakcie prowadzenia wykopalisk z okresu Jōmon (12 000 p.n.e. – 300 p.n.e.) oraz w starożytnych miejscach rytualnych.

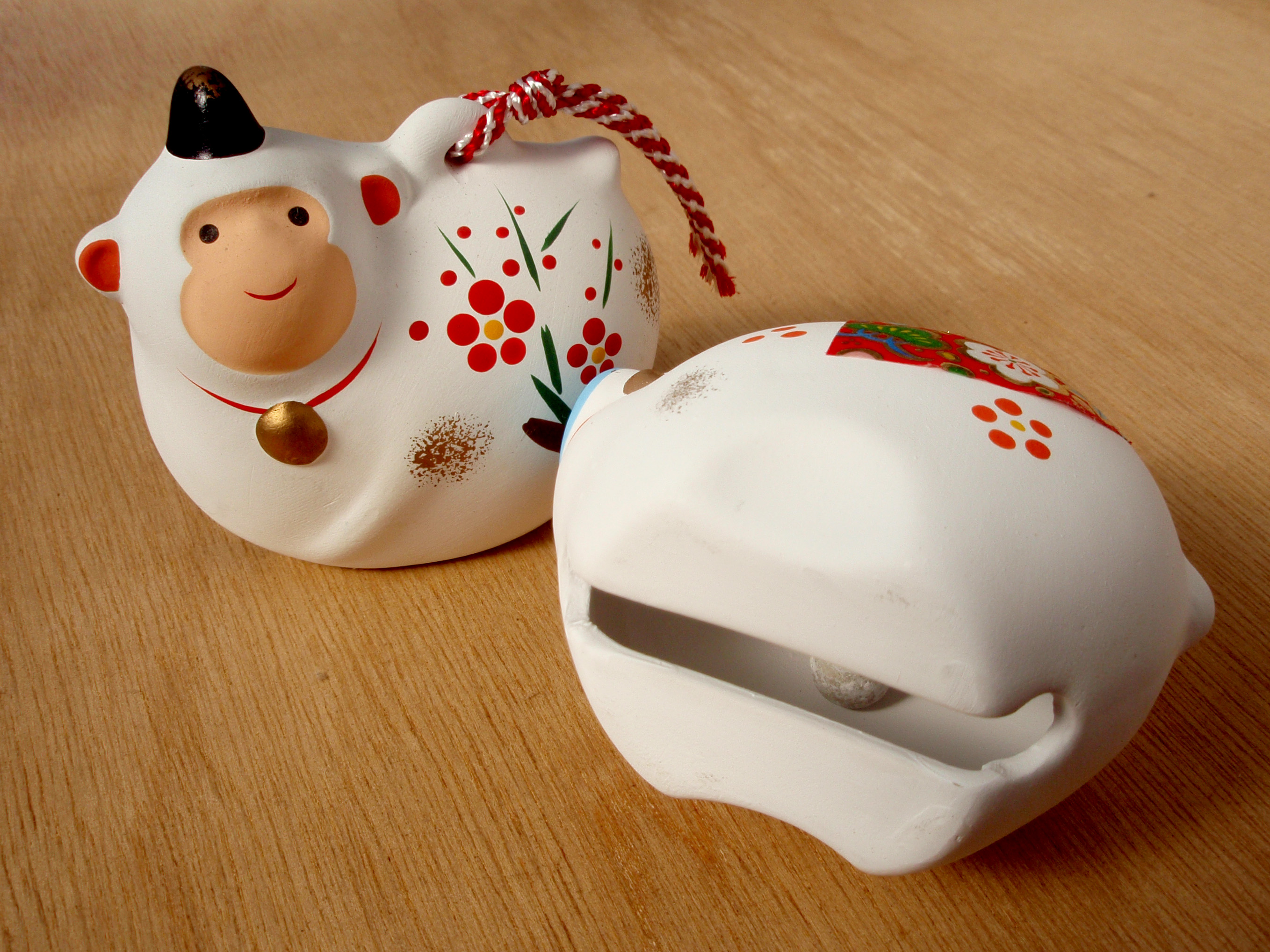
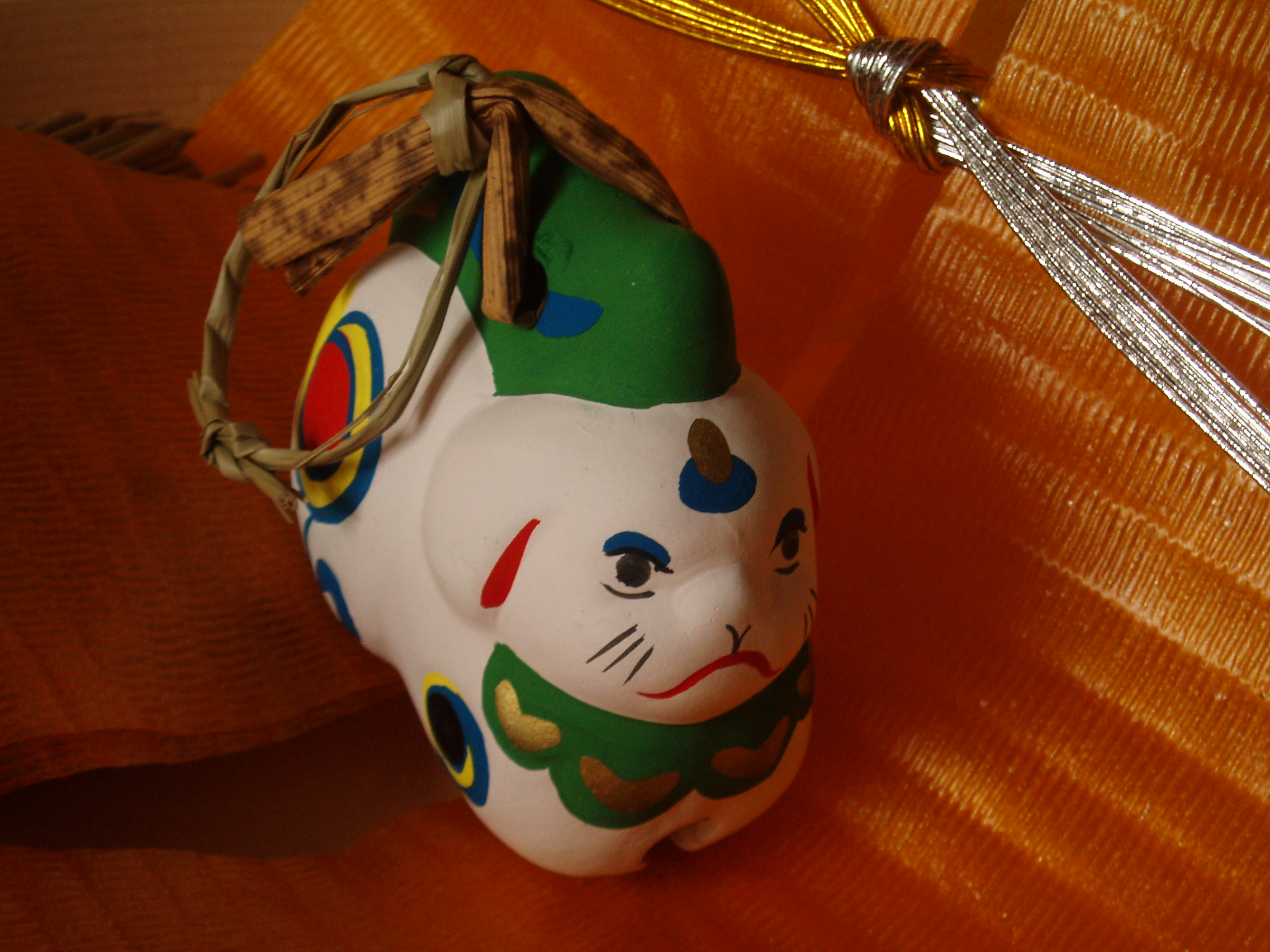
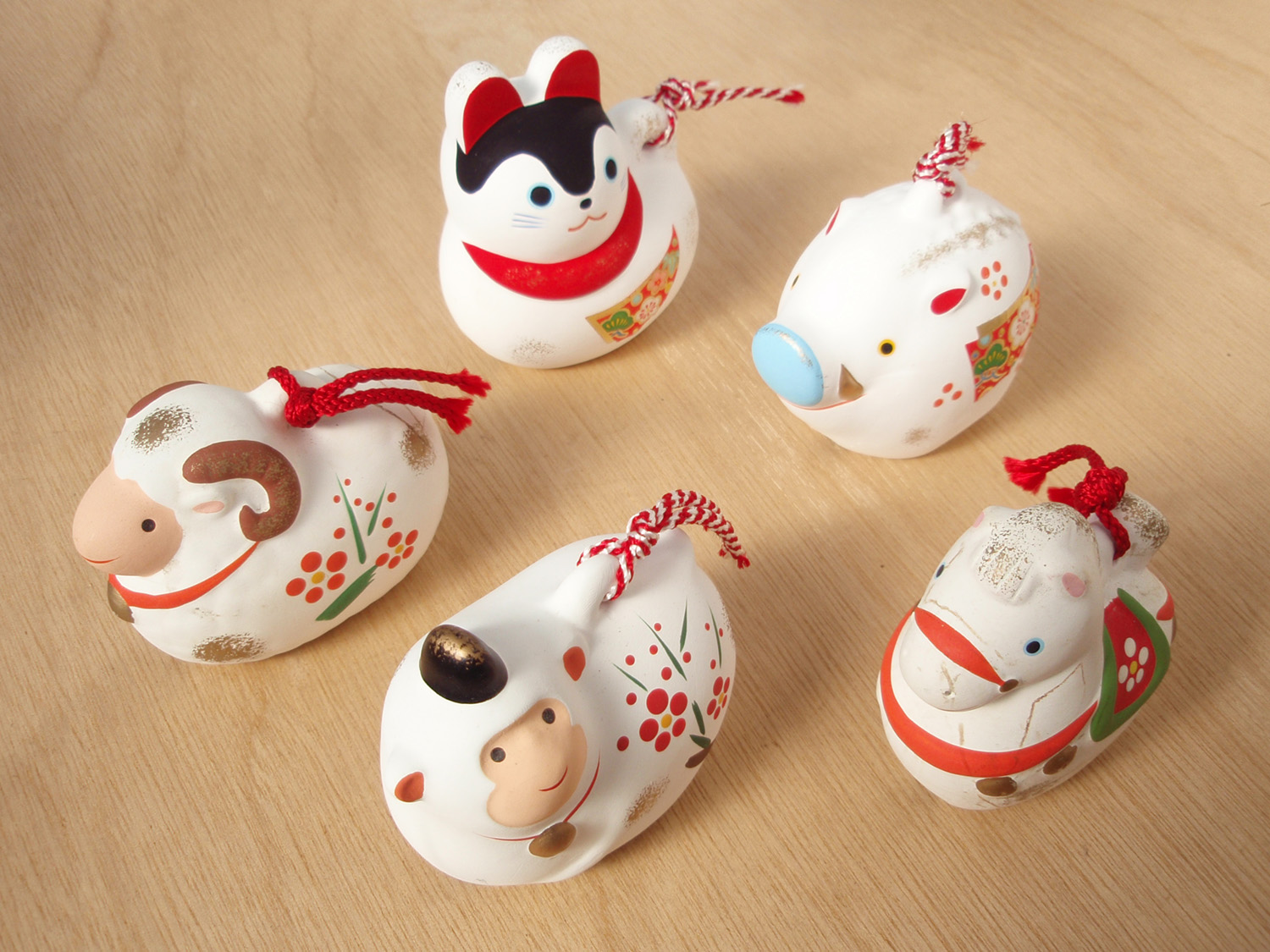

## Dzwonydōtaku
Bogato zdobione dzwony wiszące, wykonane z brązu, wytwarzane w okresie Yayoi (300 p.n.e. – 300 n.e), znajdowane w wielu wykopaliskach archeologicznych. Używane były jako instrument muzyczny w rytuałach. 

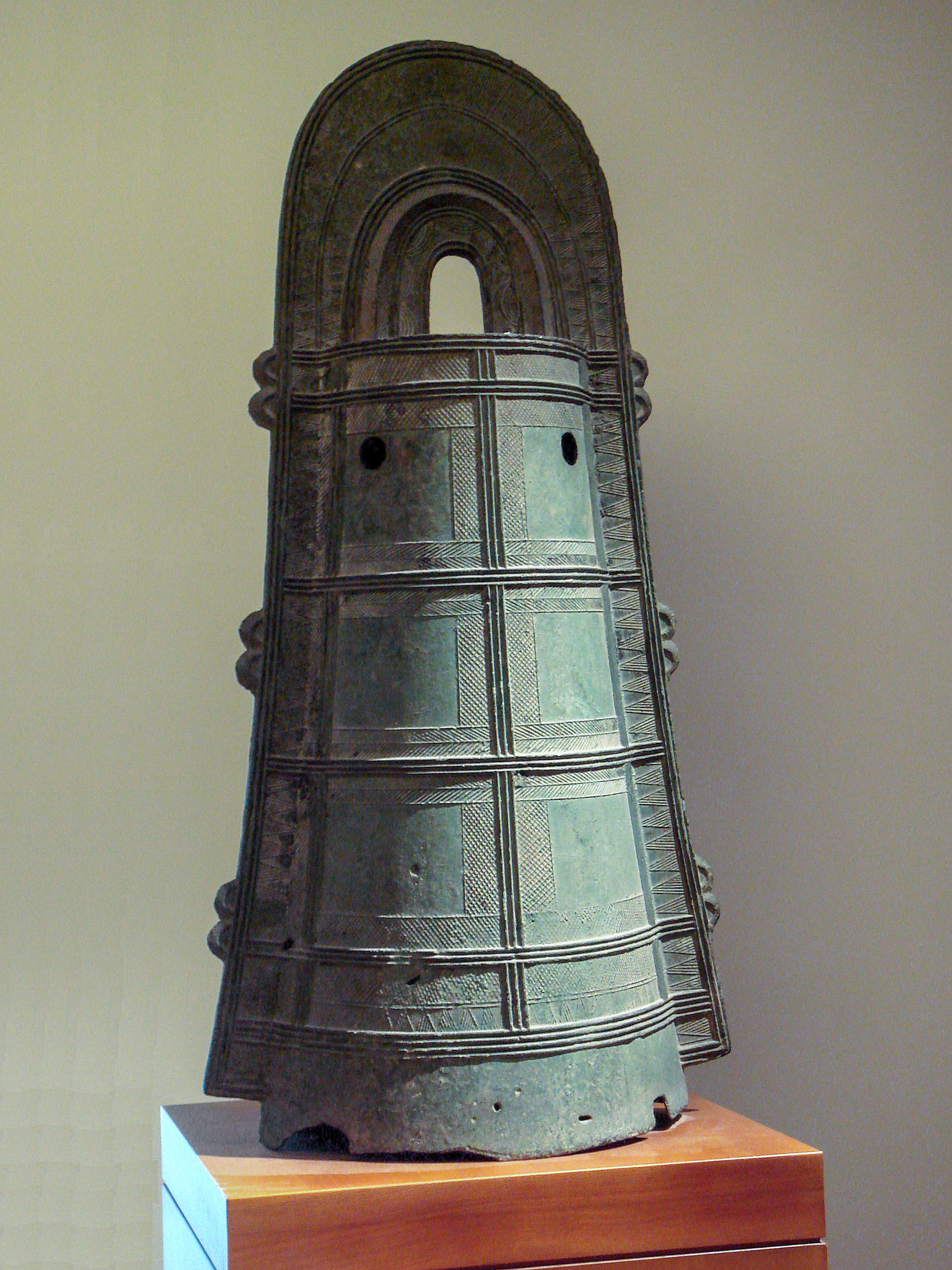
Dzwon dōtaku, Yayoi, III w.
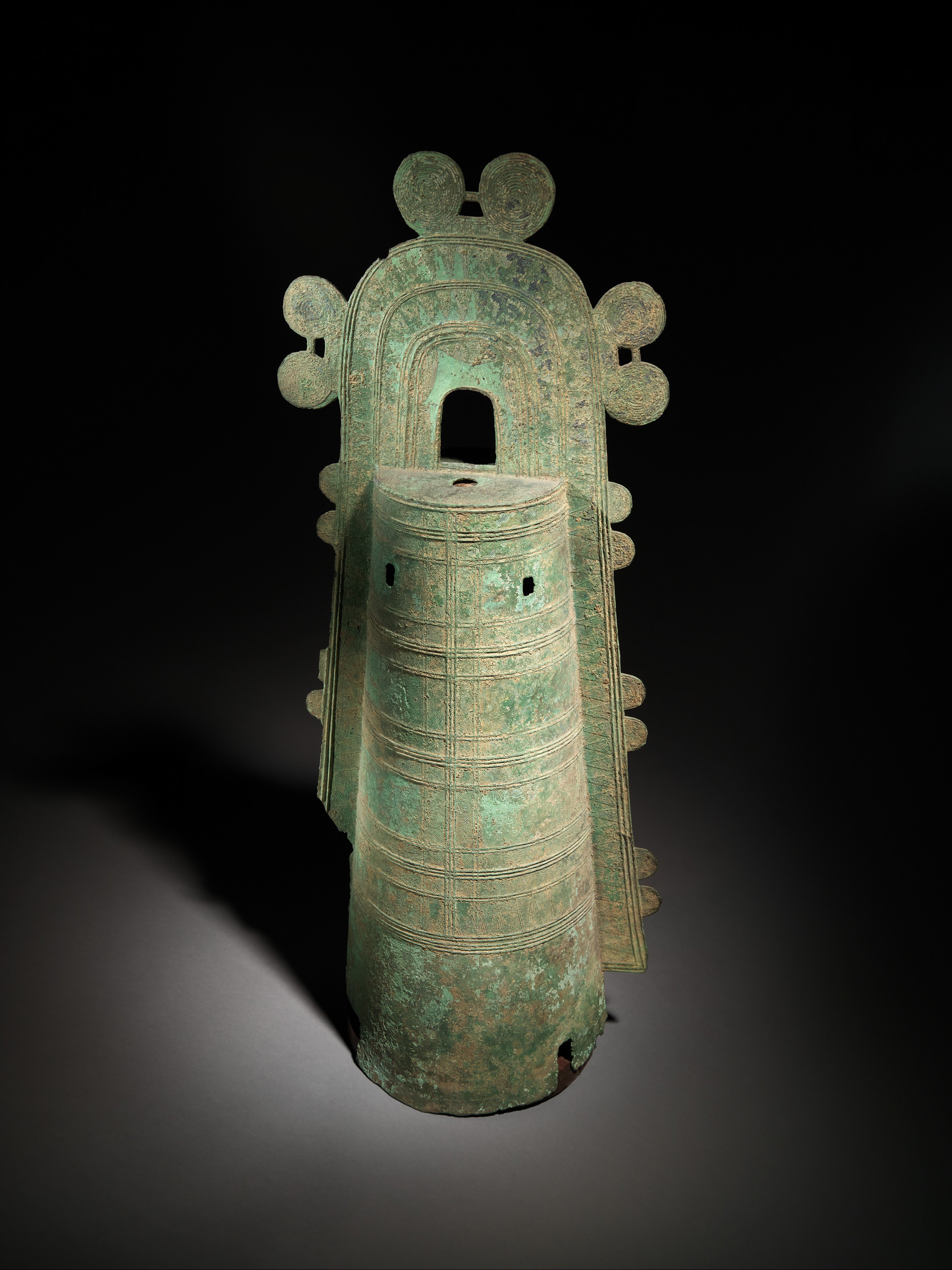
Dōtaku
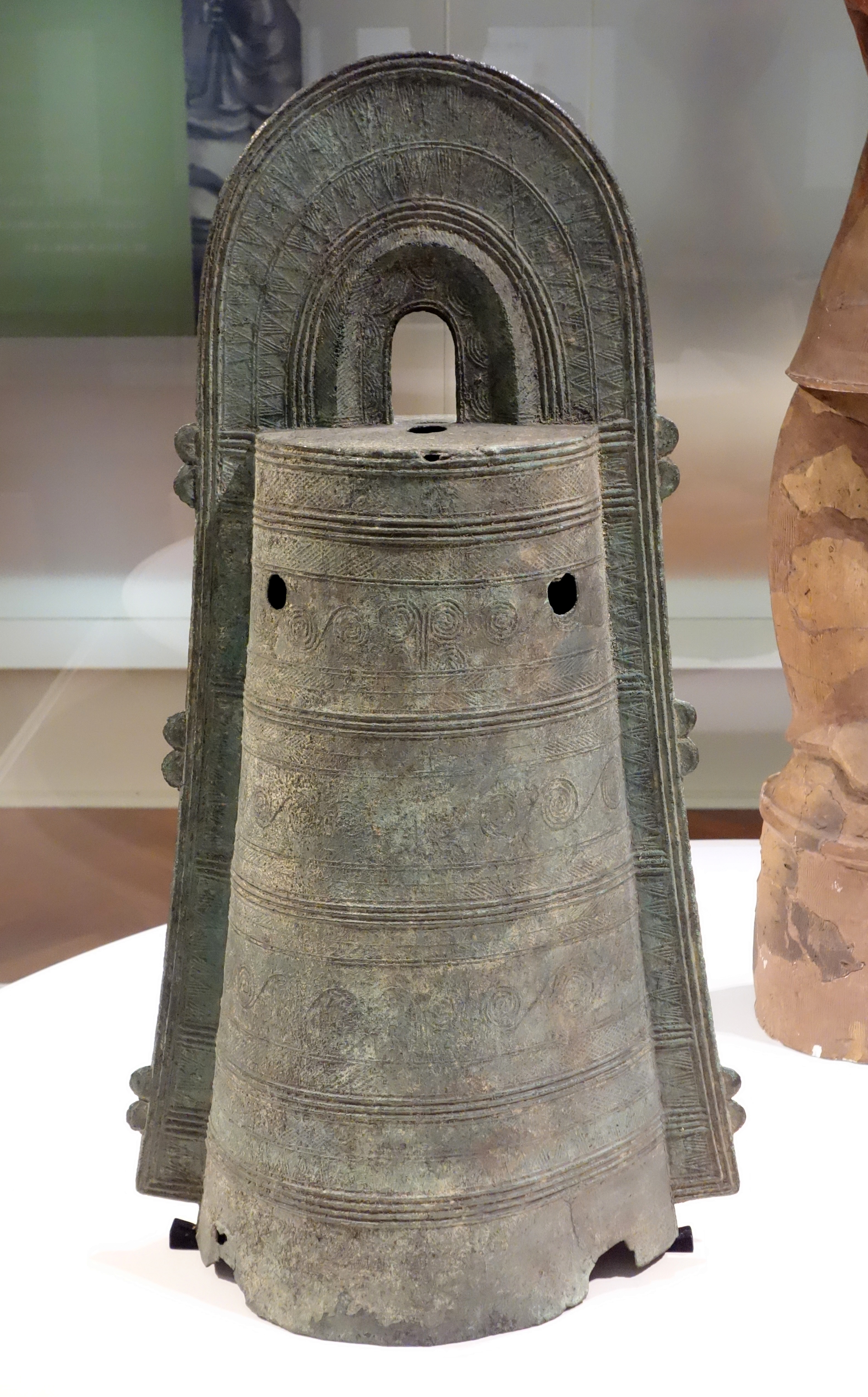
Dōtaku, I-III w.